# Alfred Abramowicz
Alfred Leo Abramowicz (ur. 27 stycznia 1919 w Chicago, zm. 12 września 1999) – amerykański duchowny rzymskokatolicki, biskup pomocniczy Chicago w latach 1968–1995.
Sakrament święceń przyjął w maju 1943. W maju 1968 został mianowany biskupem pomocniczym archidiecezji Chicago i biskupem tytularnym Pesto. Przeszedł na emeryturę w styczniu 1995.
W 1993 został odznaczony Krzyżem Komandorskim Orderu Zasługi Rzeczypospolitej Polskiej.